# Maria Theresia Ahlefeldt
Maria Theresia Ahlefeldt, née le 16 janvier 1755 à Ratisbonne, et morte le 20 décembre 1810 à Prague,, est une pianiste et compositrice danoise d’origine allemande, célèbre pour être la première compositrice du Danemark. Elle faisait partie de la maison princière de Thurn und Taxis.

## Biographie
Maria Theresia Ahlefeldt est la fille aînée d’Alexander Ferdinand, 3e prince de Thurn und Taxis (1704-1773), et de la princesse Maria Henriette Josepha de Fürstenberg-Stühlingen (1732-1772),, la demi-sœur de Karl Anselm, 4e prince de Thurn und Taxis, et la nièce de Marie-Auguste de Tour et Taxis.
Maria Theresia Ahlefeldt grandit à la cour des Thurn und Taxis à Ratisbonne. Avec ses sœurs elle apprend le clavecin et elle démontre très tôt des aptitudes à la composition.
Maria Theresia a été fiancée au prince Joseph de Fürstenberg de 1772 jusqu’à sa liaison avec le prince Philip de Hohenlohe en 1776. Sa famille, cependant, refuse qu’elle épouse Philip. En 1780, à Prague, elle épouse le noble danois Ferdinand, comte d’Ahlefeldt-Langeland (1747-1815), alors que sa famille s’y oppose. S’étant mariée contre la volonté de sa famille, elle doit fuir afin d’éviter l’arrestation.
À partir de 1780, l’époux de Maria Theresia est maréchal à la cour de la principauté d'Ansbach où elle est active dans le théâtre amateur d’Elizabeth Craven. À cette époque, elle rédige un livret. De 1792 à 1794, son époux est maréchal à la cour royale du Danemark et directeur du Théâtre royal danois. Maria Theresia a composé la musique de plusieurs ballets, opéras et pièces pour le théâtre royal. En 1794, son ballet Telemak paa Calypsos Øe est publié à Leipzig. Elle a eu de bonnes critiques en tant que compositrice et a été décrite comme étant une virkelig Tonekunstnerinde (« vraie artiste musicale »).
Elle s’établit à Dresde avec son mari en 1798. De 1800 jusqu’à sa mort elle vit à Prague.

## Œuvres
- La Folie, ou quel Conte! (livret), années 1780
- Telemak paa Calypsos Øe, 1792
- Veddemaalet (musique), 1793
- Romance de Nina 1794/98